# Hylomecon japonica
Hylomecon japonica är en vallmoväxtart som först beskrevs av Carl Peter Thunberg, och fick sitt nu gällande namn av Karl Anton Eugen Prantl. Hylomecon japonicum ingår i släktet Hylomecon och familjen vallmoväxter. Utöver nominatformen finns också underarten H. j. dissecta.